# Bohdan Poręba
Bohdan Poręba, właśc. Jerzy Bogusław Poręba (ur. 5 kwietnia 1934 w Wilnie, zm. 25 stycznia 2014 w Warszawie) – polski reżyser filmowy i teatralny, scenarzysta, polityk, publicysta.

## Życiorys

### Wykształcenie i twórczość zawodowa

#### Młodość
Urodził się w rodzinie inteligenckiej. Jego ojciec, Wincenty, w czasie I wojny światowej w wieku 16 lat wstąpił do Legionów Polskich. W okresie przedwojennym był działaczem Związku Inwalidów Wojennych RP w Wilnie, podczas okupacji należał do ZWZ i AK. Po wojnie nie ujawnił się i do momentu przejścia na emeryturę pracował jako urzędnik w „Społem”. Matka Bohdana Poręby była nauczycielką.
Cały okres II wojny światowej spędził w Wilnie. Wówczas pobierał naukę szkolną w domu oraz na tajnych kompletach. Od 1944 uczęszczał do wileńskiego gimnazjum. W maju 1945 wraz z rodziną został wysiedlony z Wileńszczyzny i osiadł w Bydgoszczy. Działał w harcerstwie. Był m.in. drużynowym 5. Bydgoskiej Drużyny Harcerskiej. W 1951 ukończył I Państwowe Gimnazjum i Liceum Męskie im. Ludwika Waryńskiego w Bydgoszczy.

#### Studia i pierwsze polskie filmy fabularne
W 1955 ukończył studia na Wydziale Reżyserii Państwowej Wyższej Szkoły Filmowej, Telewizyjnej i Teatralnej im. Leona Schillera w Łodzi.
Jako reżyser zadebiutował w połowie lat 50. Reżyserował filmy jeszcze w trakcie studiów (m.in. film dokumentalny o niewidomych I dla nas słońce świeci). Jego pierwszym filmem, zrobionym po uzyskaniu dyplomu był Apel poległych, mający spełniać rolę epitafium dla żołnierzy polskich poległych na wszystkich frontach II wojny światowej, w tym w powstaniu warszawskim oraz w formacjach polskich na Zachodzie, o których mówienie było wcześniej zakazane. W 1957 otrzymał nagrodę Polskiej Krytyki Filmowej „Złota Syrenka” za film Wyspa wielkiej nadziei. W 1963 wyreżyserował film Daleka jest droga, który opowiadał o żołnierzach gen. Stanisława Maczka (który wówczas był pozbawiony polskiego obywatelstwa). Został wówczas na kilka lat odsunięty od robienia filmów. Podjął więc pracę w teatrze, w którym był m.in. reżyserem spektaklu Dziś do Ciebie przyjść nie mogę złożonego z piosenek partyzanckich.

#### Powrót do robienia filmów
Po powrocie do robienia filmów, został autorem filmu Gniewko, syn rybaka, a w 1970 był reżyserem filmu o buncie warszawskich hutników Prawdzie w oczy. W 1973 wyreżyserował film Hubal o polskich partyzantach z początków II wojny światowej, za który otrzymał liczne nagrody i wyróżnienia środowiska filmowego. Od 1975 do 1998 był kierownikiem artystycznym Zespołu Filmowego „Profil” (faktycznie zaprzestał działalności po 1990). Od 1986 do 1989 kierował Teatrem Dramatycznym w Gdyni. W latach 1987–1989 pełnił funkcję członka Komitetu Kinematografii. Był także producentem m.in. Zamachu stanu, Nad Niemnem i Sekretu Enigmy.
W latach 90. krótko prowadził działalność gospodarczą, następnie przeszedł na emeryturę.

#### XXI wiek
W 2005 wyreżyserował dramat Lusi Ogińskiej (poetka, żona Ryszarda Filipskiego) pt. Zmartwychwstanie, który był emitowany w Telewizji Trwam, a pierwotnie wystawiony na kongresie Samoobrony RP.
W 2010 powstał film dokumentalny Prawda, dobro i piękno. Film o Bohdanie Porębie, w reżyserii Ksawerego Szczepanika, który opowiada o losach Bohdana Poręby. W tym samym roku ukazał się wywiad – rzeka z Bohdanem Porębą Obronić Polskość!

## Działalność polityczna

### PRL
W latach 1969–1990 należał do Polskiej Zjednoczonej Partii Robotniczej, był także członkiem Patriotycznego Ruchu Odrodzenia Narodowego. W latach 80. był jednym z założycieli i głównych ideologów Zjednoczenia Patriotycznego „Grunwald”. Działał również w Towarzystwie Przyjaźni Polsko-Radzieckiej. Jako jeden z nielicznych na ostatnim Zjeździe PZPR głosował przeciwko rozwiązaniu tej partii, popierał linię polityczną Albina Siwaka (tzw. narodowy komunizm). W latach 1986–1989 był członkiem Ogólnopolskiego Komitetu Grunwaldzkiego.
W filmie Stanisława Barei Miś parodią Poręby była postać reżysera Zagajnego (w tej roli Janusz Zakrzeński). Także w serialach Alternatywy 4 i Zmiennicy wyśmiewano się ze środowiska ZP „Grunwald” i samego Poręby wytykając mu rzekomy antysemityzm i lojalność wobec PRL-owskiej rzeczywistości.

### III RP

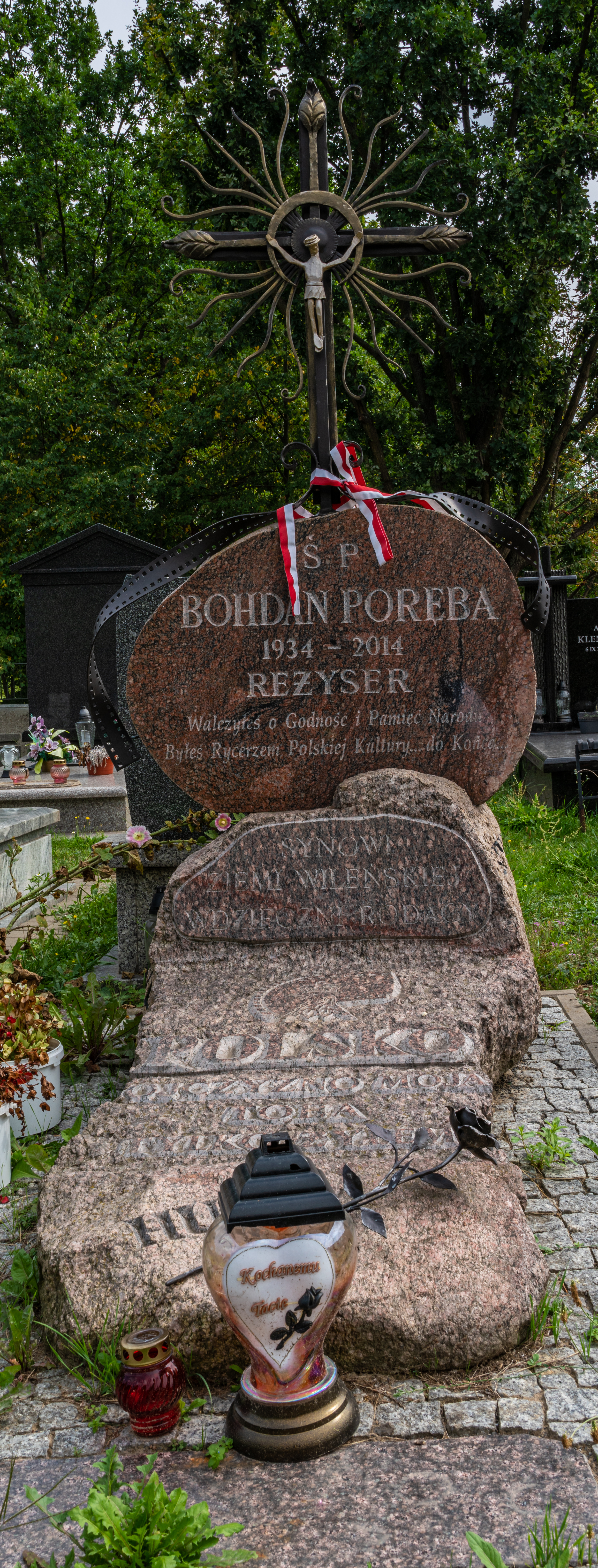
Grób Bohdana Poręby na cmentarzu Komunalnym Północnym w Warszawie

W latach 90. współpracował m.in. z Andrzejem Lepperem, Stanisławem Tymińskim i gen. Tadeuszem Wileckim, starając się powołać Blok Ludowo-Narodowy. Przed wyborami parlamentarnymi w 1993 kierował kampanią wyborczą Samoobrony – Leppera. W wyborach tych kandydował bez powodzenia do Sejmu z listy tego ugrupowania w województwie bydgoskim (otrzymał 902 głosy). Następnie wraz z grupą rozłamowców z partii Przymierze Samoobrona, współtworzył Front Narodowej Samoobrony.
Działał w krakowskim Stowarzyszeniu Nie dla Unii Europejskiej, był współproducentem i reżyserem kontrowersyjnych (o mocnym akcencie antyniemieckim) klipów antyunijnych w czasie przedreferendalnym. Po 2000 związał się ze środowiskiem Bolesława Tejkowskiego, zostając członkiem zarządu Polskiego Komitetu Słowiańskiego, wchodzącego w skład Soboru Wszechsłowiańskiego z siedzibą w Moskwie. Był członkiem władz Stronnictwa Narodowego, a następnie prezesem Stronnictwa Narodowego – Organizacji Politycznej Narodu. Zasiadł także we władzach Kresowego Ruchu Patriotycznego, Stowarzyszenia Patriotycznego „Wola – Bemowo” oraz Ruchu Obrony Godności Narodu Polskiego.
Przed wyborami parlamentarnymi w 2001 został ogłoszony kandydatem do Senatu z ramienia Polskiego Stronnictwa Ludowego, ale ostatecznie ubiegał się bezskutecznie o mandat senatorski jako kandydat niezależny, zaś w wyborach parlamentarnych w 2005 ponownie kandydował do Sejmu z ramienia Samoobrony RP w okręgu konińskim. W 2007 wstąpił do Obozu Wielkiej Polski, gdzie pełnił funkcję wiceprzewodniczącego ds. kultury narodowej. Został ponadto członkiem Polskiej Wspólnoty Narodowej oraz honorowym członkiem Frontu Narodowo-Robotniczego. Objął również funkcję wiceprezesa stowarzyszenia Wierni Polsce Suwerennej.
W wyborach samorządowych w 2010 bez powodzenia kandydował do warszawskiej rady miejskiej z listy Polski Patriotycznej.
Publikował w prasie narodowej, m.in. w „Myśli Polskiej”, „Naszym Dzienniku”, „Tygodniku Ojczyzna” oraz „Nowej Myśli Polskiej”.

### Śmierć i pogrzeb
Zmarł 25 stycznia 2014 w Warszawie. Został pochowany na Cmentarzu Komunalnym Północnym w Warszawie (kwatera W-XX-1-9-2).

## Życie prywatne
Był dwukrotnie żonaty. Miał syna Macieja (ur. 1966), specjalistę ds. umundurowania w kinematografii polskiej i rosyjskiej (pracującego m.in. przy serialu 1920. Wojna i miłość), działacza partii Zmiana oraz publicystę internetowego.

## Filmografia

### Reżyser
- Siwa legenda (1991)
- Penelopy (1988)
- Złoty pociąg (1986)
- Katastrofa w Gibraltarze (1983)
- Polonia Restituta (1982) – serial telewizyjny
- Polonia Restituta (1980) – film
- Gdzie woda czysta i trawa zielona (1977)
- Jarosław Dąbrowski (1975)
- Hubal (1973)
- Prawdzie w oczy (1970)
- Gniewko, syn rybaka (1969–1970, na podstawie scenariusza Poręby w 1977 zrealizowano serial Znak orła w reżyserii Huberta Drapelli)
- Nad Odrą (1965)
- Daleka jest droga (1963)
- Droga na Zachód (1961)
- Lunatycy (1959)
- Wyspa wielkiej nadziei (1957)
- Apel poległych (1956)
- I dla nas słońce świeci (1956)
- Nord FF1 (1954)

### Scenarzysta
- Prawdzie w oczy (1970)
- Nad Odrą (1965)
- Lunatycy (1959)

## Odznaczenia
- Krzyż Komandorski Orderu Odrodzenia Polski (1983)
- Krzyż Kawalerski Orderu Odrodzenia Polski
- Złoty Medal „Za zasługi dla obronności kraju” (1978)
- Medal 40-lecia Polski Ludowej[18]
- Odznaka „Zasłużony Działacz Kultury”
- Odznaka „Za Zasługi dla Warszawy”
- Dyplom Państwowego Komitetu ds. Kinematografii  ZSRR (1979)[19]

## Nagrody
- Nagroda na FPFF w Gdyni Nagroda publiczności: 1977 Gdzie woda czysta i trawa zielona